# Stövlar

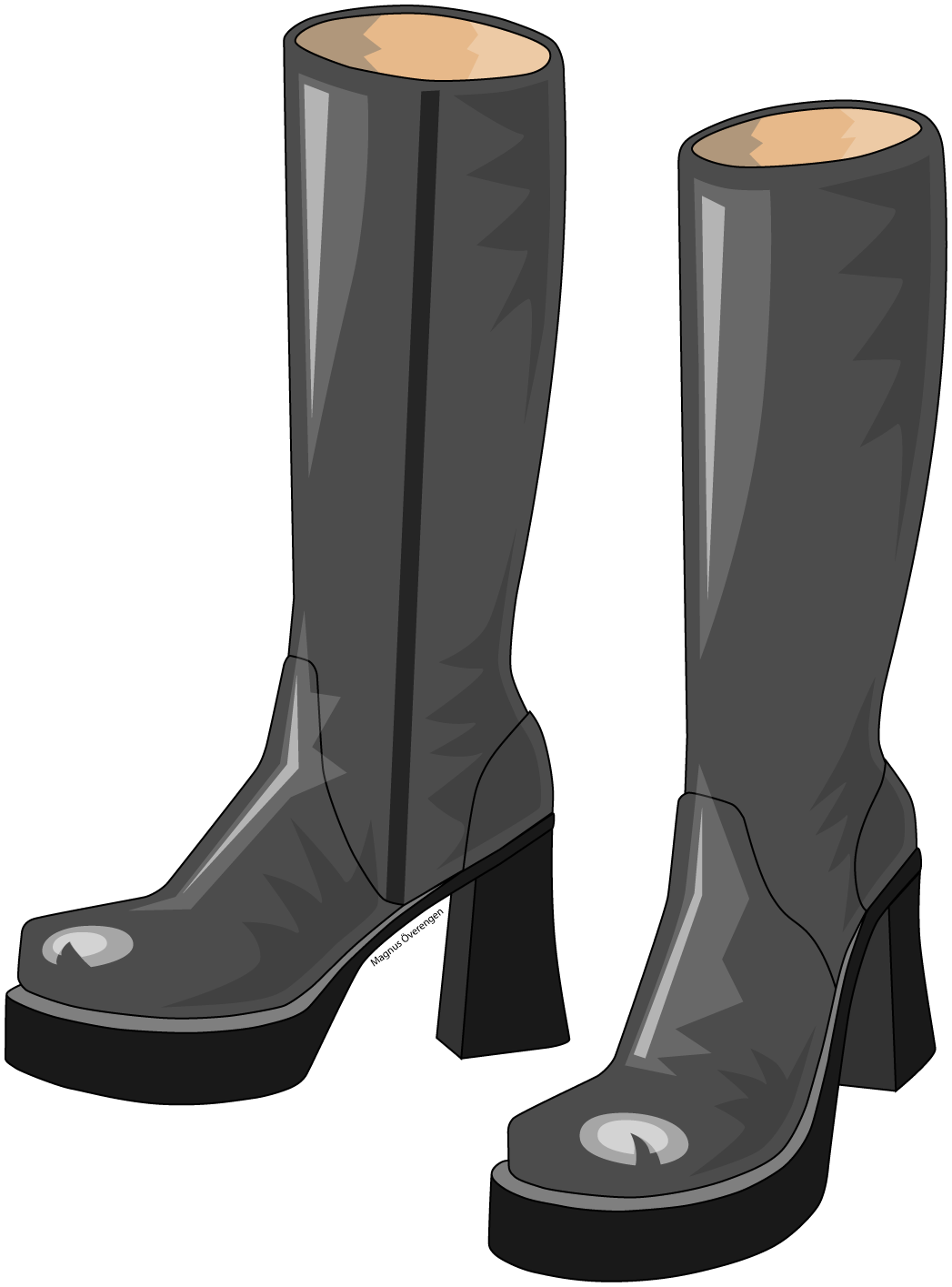
Platåstövlar

Stövlar är en fotbeklädnad, som (till skillnad från skor) har höga skaft som täcker en stor del av benet. De har ursprungligen använts av nyttoskäl för att skydda foten mot kyla och väta samt för att ge "stadga" och stabilitet åt smalbenet. Stöveln har tidvis också förekommit som modeplagg, för män under 1600-, 1700- och 1800-talen samt för kvinnor från 1920-talet och framåt. Sedan 1960-talet har stövelns funktion som modeplagg blivit alltmer omfattande.
Stövlar tillverkas av läder, gummi, filt samt olika typer av syntetiska material – helt eller delvis från sula/fot till ovankant skaft. Invändigt är de helt eller delvis försedda med foder av olika material.

## Olika typer av stövlar

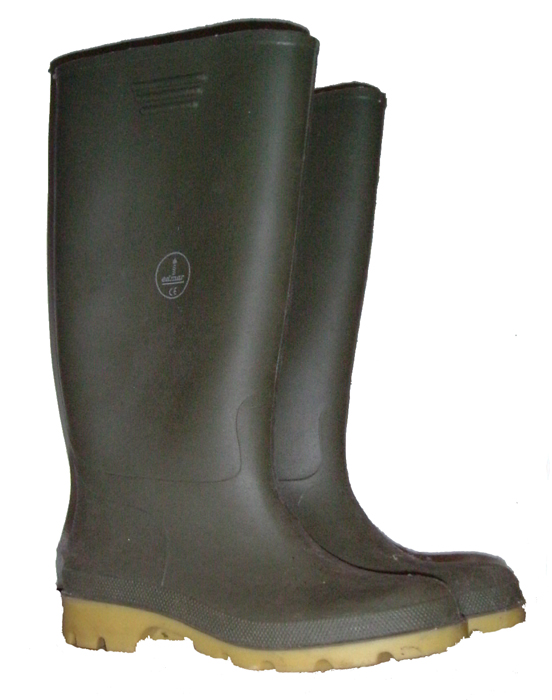
Gummistövlar

Ridstövlar med sporrar

Stövlar finns av många olika sorter, och de här uppräknade typerna är inte någon uttömmande lista. Stövlar kan bland annat närmare beskrivas genom att jämföra
Användningsområden:
- Allvädersstövel
- Jägarstövel
- Ridstövel
- Seglarstövel
- Sjöstövel
- Skyddsstövel
- Vandrarstövel

Konstruktion/utseende:
- Kragstövel
- Näbbstövel
- Platåstövel

Material:
- Filtstövel
- Gummistövel
- Lackstövel
- Läderstövel
- Stretchstövel
- Syntetstövel
- Drakskinnsstövel

## Besläktade fotbeklädnader
Skor som till formen liknar stövlar men inte har stövelns höga skaft går under benämningen stövletter.
På engelska heter stövel boot, men engelskans boot kan även betyda vad som på svenska kallas känga eller pjäxa.

## Stövlar i konst och litteratur
Stövlar förekommer i flera sagor, till exempel Mästerkatten i stövlar, där kattens stövlar ger omgivningen intrycket av att katten företräder en herreman. I många sagor finns s.k. sjumilastövlar, stövlar som man kan vandra mycket långt och snabbt med, eftersom man med dem på sig kan ta sju mil i ett steg; jfr mekaniska sjumilastövlar. 
Den finske författaren Pentti Haanpääs roman De vandrande stövlarna (1945) handlar om ett stövelpar, som flera gånger byter ägare inom den finländska armén under andra världskriget och som på så sätt får berätta historien om Finlands och finländarnas öde i kriget.
I modern tid förekommer stövlar till exempel i klädseln för olika superhjältar som Stålmannen m.fl.
Säsongens stövelmode kommenterades i den stripp av serien Elvis som publicerades i Metro den 9 december 2005. Stövlar har besjungits av bland andra Nancy Sinatra (These boots are made for walking).

## Artister och stövlar
Många artister bär ofta stövlar när de uppträder, som till exempel Madonna, dock nästan enbart uteslutande knähöga stövlar och lårhöga stövlar.

## Stövlarnas modeutveckling

### 1600-1800-talen

Stövlar av koläder från 1655 som förmodligen tillhört Karl X Gustav. Finns på Livrustkammaren.

På den tiden var stövlar huvudsakligen ett manligt plagg. De ingick ofta i den militära uniformen och i tider med många krig blev det också modernt att gå i stövlar. För kvinnorna med sina långa kjolar hade stövlarna inget utseendemässigt värde.

### 1920-talet
När kjolarna blev kortare på 1920-talet, blev det för en tid modernt för kvinnor att visa benen i stövlar. Samtidigt försvann de i stort sett ur den manliga klädedräkten, eftersom ridstövlar ersattes av skor när hästarna ersattes av bilar och stövlar inom det militära ersattes i stor utsträckning av kängor.

### 1960-talet
På 1960-talet blev kjolarna återigen kortare och stövlar återkom i modet. Stövlarna blev lättare att ta på och det var lättare att ge dem höga skaft, när man kom på att man kunde ha en dragkedja längs sidan. Nancy Sinatra hade till exempel kort-kort klänning och knähöga stövlar när hon sjöng sin hit These boots are made for walkin', en typisk look vid denna tid.
I slutet av 1960-talet lanserades seglarstöveln och det blev ett mode för ungdomar att gå omkring i seglarstövlar vinter som sommar. Stöveln var tillverkad i ett tunt, mjukt gummi av hög kvalitet. Den hade korta skaft, ett vitt, mjukt foder och upptill i skaftet var den ganska vid. De fanns i flera olika färger, men den mest attraktiva blev den blå med vit gummibård runt sulan och skaftets övre kant. Även den vita seglarstöveln mötte stor förtjusning. 
Samtidigt med den populära seglarstöveln lanserades gummistövlar med höga skaft i olika färger - röda och vita var mycket populära. De hade också ett mjukt gummi med mjukt foder. De var lätta och blev därför mycket uppskattade och använda speciellt i kombiationen kjol/gummistövel. 
1960-talet innebar att gummistöveln inte längre var en fotbeklädnad uteslutande för dåligt väder och skogspromenader. Den hade funnit en ny marknad och började så smått bli mode. Grunden var lagd till trenden gummistövlar.

### 1970-talet
Knähöga läderstövlar användes även på 1970-talet, de var ofta bruna och med rundad tå. Vissa stövlar hade platåsula och användes även av män. Andra typer som kom i bruk som mode var näbbstövlar och gummistövlar.
Seglarstöveln fortsätter att vinna marknad som mode. Seglarstövlar i högkvalitativt gummi börjar förekomma i allt fler fabrikat. Designen av gummistövlar med höga skaft börjar också utvecklas alltmer och gummistövelns marknad utanför det traditionella användningsområdet blir allt större.

### 1980-talet
Stövlar var typiska för 1980-talets dammode. Nytt var lågklackade stövlar med tunn sula och spetsig eller ganska spetsig tå i ett flertal olika skafthöjder, färger och material. Man kunde se korta mockastövlar, pälsstövlar och stövletter, i viss mån även knä- eller lårhöga kragstövlar.
Allt fler börjar nu tillverka seglarstöveln i billigt syntetmaterial. För att få fram en billig stövel lägger de allt mindre ork på design och arbete med att förbättra stöveln till den riktigt bekväma och behagliga fotbekädnaden. Denna billighetsvariant verkade dock ta marknadsandelar från den mer högkvalitativa och dyrare varianten, som utvecklats sedan 1960-talet. Seglarstöveln förlorar i popularitet och generellt går gummistövels funktion som klädmode tillbaka.

### 1990-talet
I mitten av 1990-talet slog de svarta läderstövlarna igenom ordentligt; de har varit vanliga sedan dess och kan räknas som en modern klassiker. Oftast var stövlarna knähöga, medan 80-talets spetsiga tår försvann. Platåsulan återkom kortvarigt, den här gången endast för kvinnor.

### 2000-talet
Gummistöveln blev återigen populär och mönstrade gummistövlar, samt gummistövlar med snörning, blev allt vanligare. Populära TV-artister och -programledare uppträdde iförda färgade lackstövlar och gummistövlar.

## Galleri

Karl X Gustavs stövlar från 1600-talet.
Karl XII:s stövlar från 1718.
Stövlar från 1840.
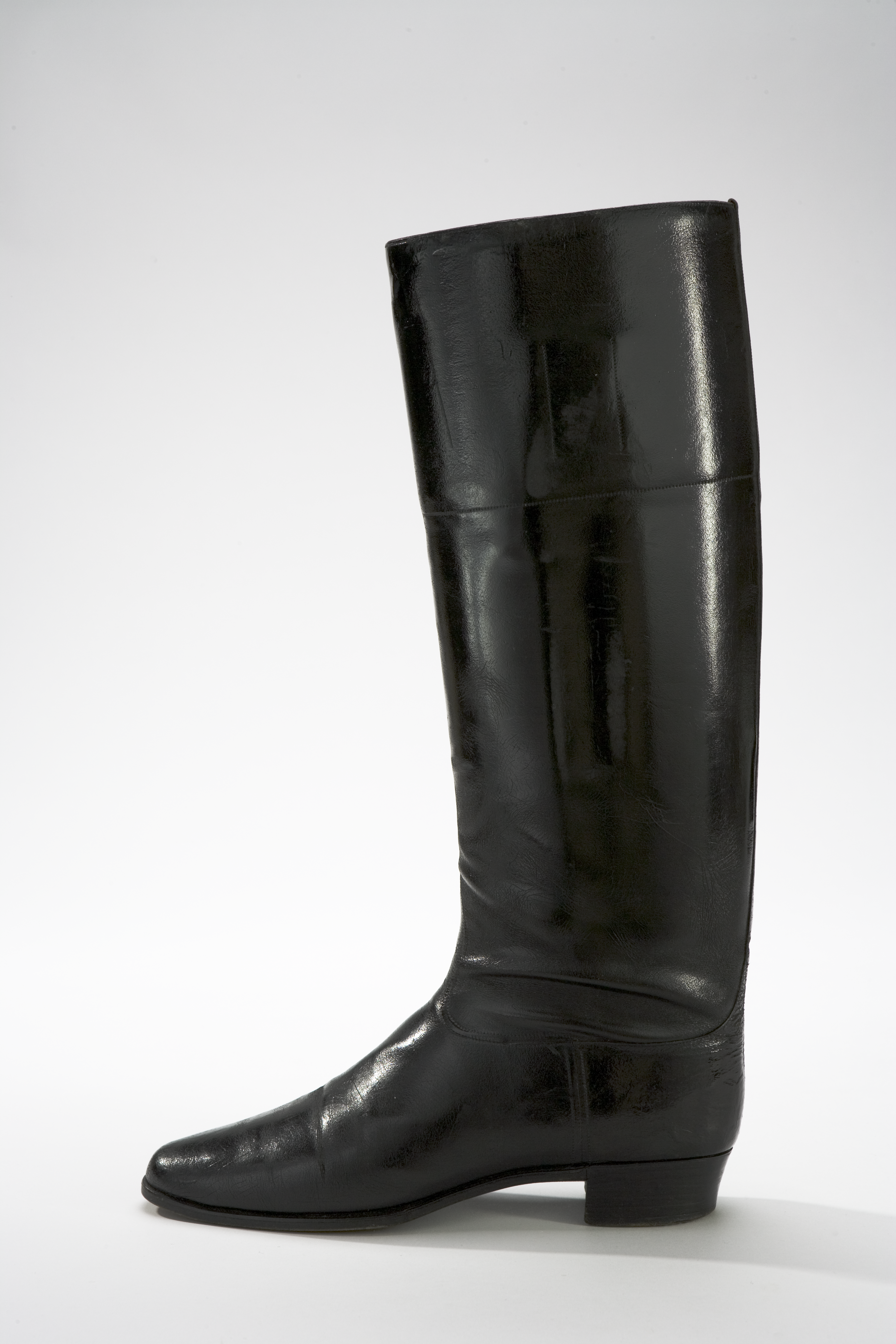
Drottning Victorias stövel från 1910-1920.